# Ophiodeira monosemeia
Ophiodeira monosemeia är en svampart som beskrevs av Kohlm. & Volkm.-Kohlm. 1988. Ophiodeira monosemeia ingår i släktet Ophiodeira och familjen Halosphaeriaceae.   Inga underarter finns listade i Catalogue of Life.